# Stazione di Ballycarry
La stazione di Ballycarry ( in inglese britannico Ballycarry railway station) è una stazione ferroviaria che fornisce servizio a Ballycarry, contea di Antrim, Irlanda del Nord. Attualmente l'unica linea che vi passa è la Belfast-Larne. La stazione fu aperta il 1º ottobre 1862. La stazione un tempo annoverava due binari, mentre ora ne possiede uno solo. La struttura usata dal capostazione si trova sulla banchina un tempo adiacente al binario ora soppresso ed è ben tenuta.

## Treni
Da lunedì a sabato c'è un treno ogni ora verso Belfast Central o Larne Harbour, con treni aggiuntivi nelle ore di punta.  La domenica la frequenza di un treno ogni due ore è costante per tutto il corso della giornata, ma il capolinea meridionale è Great Victoria Street.

## Servizi ferroviari
- Belfast-Larne

## Servizi
- Biglietteria self-service
- Distribuzione automatica cibi e bevande
- Biglietteria
- Fermata e capolinea autobus urbani
- Servizi igienici